# Spilosoma metaleuca
Spilosoma metaleuca är en fjärilsart som beskrevs av George Francis Hampson 1905. Spilosoma metaleuca ingår i släktet Spilosoma och familjen björnspinnare. Inga underarter finns listade i Catalogue of Life.